# Constantin Christian Dedekind

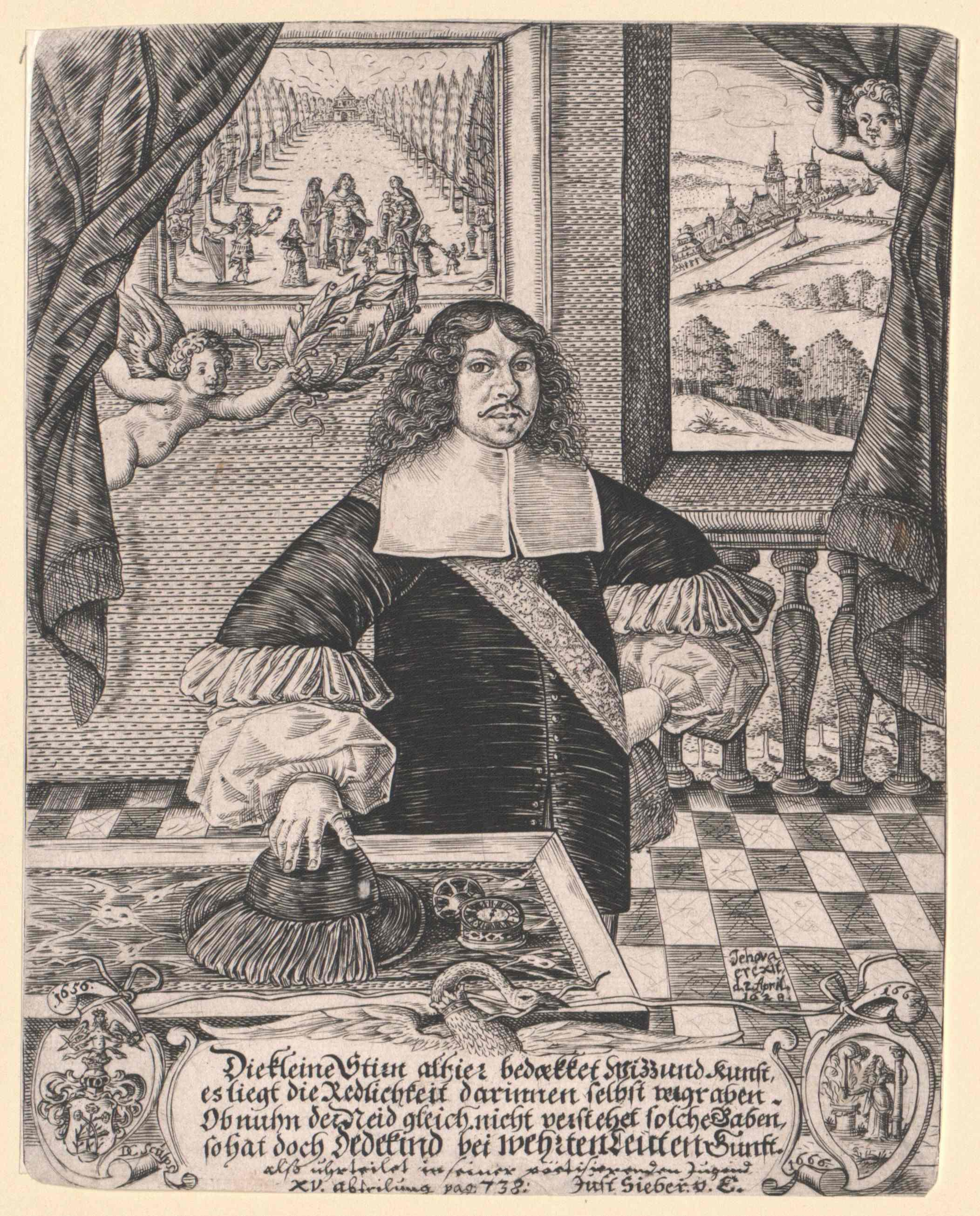
Constantin Christian Dedekind

Constantin Christian Dedekind (* 2. April 1628 in Reinsdorf bei Heldrungen; † vor dem 2. September 1715 in Dresden) war ein deutscher Dichter und Komponist der Barockzeit.

## Leben
Als Enkel des Komponisten Henning Dedekind (1562–1626) und Sohn des Reinsdorfer Pfarrers und Musikers Stefan Dedekind (1595–1636) wurde der junge Constantin in eine thüringische Musikerdynastie hineingeboren. Zu seiner Kindheit ist nichts bekannt, belegt ist lediglich die Schulzeit in der Reichsabtei Quedlinburg. Seine Erziehung förderte die Äbtissin der Reichsabtei, Landgräfin Anna Sophia von Hessen. Ungefähr ab 1647 lebte er in der sächsischen Residenzstadt Dresden. Sein dichterischer Ruf war bereits bis zu Johann Rist in Hamburg vorgedrungen, der ihn 1652 zum Poeta laureatus krönte.
Auch in Dresden verfolgte Dedekind sein Doppeltalent als Komponist und Dichter. Er stand in Verbindung sowohl mit Komponisten wie Heinrich Albert, Adam Krieger und Heinrich Schütz, als auch mit Dichtern wie Johann Joseph Beckh, Michael Kongehl, Christoph Kormart und David Schirmer, um nur einige Namen aus seinem großen Freundeskreis zu nennen.
1654 wurde Dedekind zum Bassisten der kursächsischen Kapelle bestellt und ungefähr fünf Jahre später wurde er Mitglied des Elbschwanenordens. Dedekind stand lange Zeit in brieflicher Verbindung mit dem berühmten Nürnberger Dichter Sigmund von Birken, der in seiner Teutschen Rede-bind- und Dicht-Kunst (1679) die besondere Bedeutung Dedekinds für die Vermittlung christlicher Werte in der Schauspielkunst hervorhebt.
Von 1666 bis 1675 wirkte er in Dresden als Kurfürstlich Sächsischer Konzertmeister. Er schuf eine Vielzahl geistlicher Lieder und Schauspiele, wie auch einige weltliche Lieder (allein sein Musicalischer Jahrgang und Vespergesang besteht aus 120 Konzerten), wobei sowohl die Texte als auch die Kompositionen von ihm selbst stammten. Er gilt als einer der wichtigsten deutschen Künstler seiner Zeit auf diesem Gebiet.
Als kursächsischer Steuerkassierer kam Dedekind zu einigem Vermögen; als Verleger – meistenteils von Musiknoten – verzeichnete er hingegen eher Misserfolge. 1680 flüchtete er vor der Pest von Dresden nach Meißen. In seinen letzten Jahren komponierte Dedekind kaum noch etwas; das Spätwerk besteht fast ausschließlich aus geistlichen Dichtungen.
Er war mit Anna Elisabeth Müller und in zweiter Ehe mit Maria Dorothea Weber verheiratet, der Schwägerin des Musiktheoretikers Christoph Bernhard. Aus beiden Ehen hatte Dedekind insgesamt 5 Kinder. Der Kantor und erste Latein- und Musiklehrer Johann Sebastian Bachs Andreas Christian Dedekind war sein Cousin.
Dedekind starb wahrscheinlich Ende August 1715 in Dresden und wurde am 2. September beerdigt.

## Werke (Auswahl)

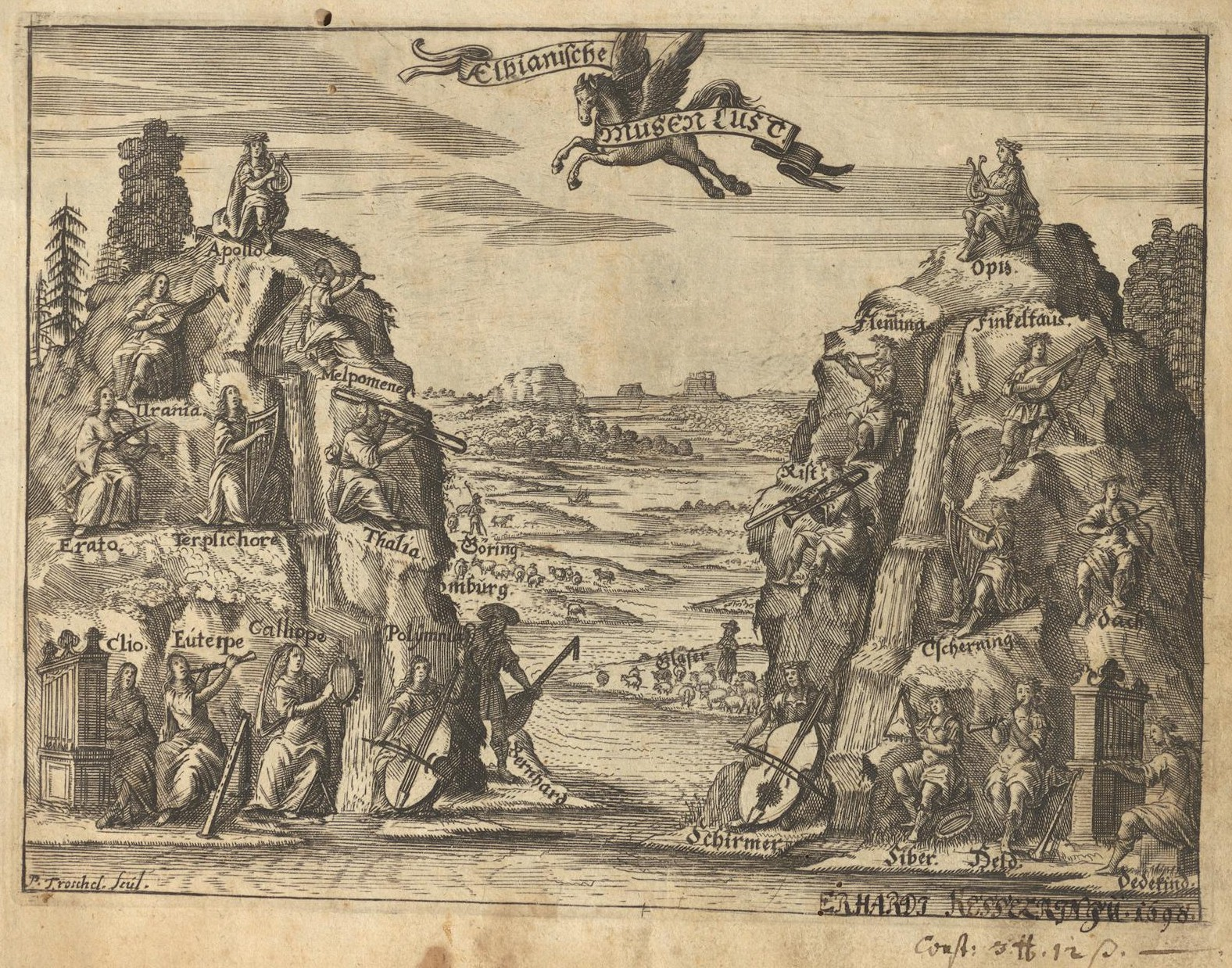
Aelbianische Musen-Lust, Frontispiz-Kupferstich

- Die Aelbianische Musen-Lust. Dresden 1657 (Nachdruck: Peter Lang, Frankfurt am Main 1991, ISBN 3-261-03967-1)
  - Digitalisat der Badischen Landesbibliothek Karlsruhe
- Davidische Herz-Lust, d.i. Singender Harfen-Klang. Nürnberg 1669.
- Neue geistliche Schauspiele. 1670. (Nachdruck: Rarissima Litterarum, 9. Stuttgart 2002, ISBN 3-7772-0235-5).

## Werk- und Literaturverzeichnis
- Gerhard Dünnhaupt: Constantin Christian Dedekind (1628–1715). In: Personalbibliographien zu den Drucken des Barock. Band 2. Hiersemann, Stuttgart 1990, ISBN 3-7772-9027-0, S. 1231–1255.